# Nationale fietsroute 4 - Alpenpanorama-Route
De 4: Alpenpanorama-Route is een 485 km lange langeafstandsfietsroute in Zwitserland welke onderdeel is van Fietsnetwerk Veloland Schweiz. De route doorkruist de Alpen. De route is bewegwijzerd in twee richtingen en wordt aangegeven met het cijfer 4. 

## Traject
De route start in Sankt Margrethen. Hier kan worden aangesloten op de EuroVelo EV15 Rijnroute. Ook kan worden aangesloten op de landelijke routes 2: Rhein-Route en 9: Seen-Route.
De route voert de Alpen in. De rivier de Thur wordt gekruist bij Wattwil waar ook de regionale route 95 Thur-Route de route kruist. Tussen Niederurnen en Uznach loopt de route parallel met de nationale fietsroute 9 - Merenroute. De route gaat over de Klausenpas. Daarna daalt de route naar het Vierwoudstrekenmeer dat in Flüelen wordt bereikt. Hier kan worden aangesloten op de EuroVelo EV5 Via Romea Francigena en de landelijke route 3: Nord-Süd-Route. 
Het Vierwoudstrekenmeer wordt een tijd gevolgd en middels veer overgestoken. In Hergiswil verlaten de EV5 en de landelijke route 3 de route en wordt ook het meer verlaten. Vanaf hier loopt de nationale fietsroute 9 - Merenroute parallel mee tot Alpnachstad langs het Meer van Alpnach.    
De route voert omhoog over de Glaubenbüelenpas en de Schallenbergpas. In Thun aan het Meer van Thun kruist de route de landelijke route 8: Aare-Route.
De route voert op en af verder. Tussen Morlon en Montbovon loopt de nationale fietsroute 9 - Merenroute nogmaals parallel mee.
De route eindigt in Aigle aan de Rhône vlak bij het Meer van Genève. Hier kan de EuroVelo EV17 Rhôneroute worden opgepakt, evenals de landelijke route 1: Rhone-Route.

## Aansluitingen met Europese fietsroutes
- In Sankt Margrethen kan worden aangesloten op de EuroVelo EV15 Rijnroute.
- Tussen Flüelen en Hergiswil loopt de route parallel met de EuroVelo EV5 Via Romea Francigena.
- In Aigle kan worden aangesloten op de EuroVelo EV17 Rhôneroute.

## Aansluitingen met andere fietsroutes
- In Sankt Margrethen kan worden aangesloten op de landelijke route 2: Rhein-Route.
- In Sankt Margrethen kan worden aangesloten op de nationale fietsroute 9 - Merenroute.
- In Wattwil kruist de route de regionale route Thur-Route (nummer 95).
- Tussen Niederurnen en Uznach loopt de route parallel met de nationale fietsroute 9 - Merenroute.
- Tussen Flüelen en Hergiswil loopt de route parallel met de landelijke route 3: Nord-Süd-Route.
- Tussen Hergiswil en Alpnachstad loopt de route parallel met de nationale fietsroute 9 - Merenroute.
- In Thun kruist de route de landelijke route 8: Aare-Route.
- Tussen Morlon en Montbovon loopt de route parallel met de nationale fietsroute 9 - Merenroute.
- In Aigle kan worden aangesloten op de landelijke route 1: Rhone-Route.
- Onderweg kan op diverse plaatsen worden aangesloten op regionale en lokale routes van Fietsnetwerk Veloland Schweiz.